# Олимпийский стадион (Афины)
Олимпийский стадион (известный как «Спирос Луис») — спортивный комплекс в городе Амарусион, пригороде Афин, Греция. Стадион является домашним для Сборной Греции по футболу. Этот спорткомплекс принимал церемонии открытия и закрытия Олимпиады в 2004 году, а также финал Лиги Чемпионов УЕФА 23 мая 2007 года.

## Крупнейшие соревнования, проходившие на стадионе
- Чемпионат Европы по лёгкой атлетике 1982
- Финал Кубка европейских чемпионов 1983 («Гамбург» — «Ювентус» 1:0)
- Финал Кубка обладателей кубков УЕФА 1987 («Аякс» — «Локомотив» Лейпциг 1:0)
- Финал Лиги чемпионов УЕФА 1994 («Милан» — «Барселона» 4:0)
- Чемпионат мира по лёгкой атлетике 1997
- Летние Олимпийские игры 2004 (церемонии открытия и закрытия, соревнования по лёгкой атлетике и футболу)
- Финал Лиги чемпионов УЕФА 2007 («Милан» — «Ливерпуль» 2:1)